# いのちを訪ねて
『いのちを訪ねて』（-たずねて）は、TBS系列「ドラマ30」枠にて1993年5月31日〜7月30日に放送された昼ドラマである。毎日放送（MBS）制作。全45話。

## キャスト
- 藤田弓子
- 寺田農
- 高田尚美
- 西野浩史

## スタッフ
- 脚本 - 坂田義数
- 演出 - 日高英雄
- 制作 - 毎日放送

## 主題歌
- 「女の冬航路」（歌：原田悠里）
  - 作詞：石本美由起／作曲：岡千秋／編曲：南郷達也